# Spire Glacier
Der Spire Glacier (dt. etwa „Kirchturm-Gletscher“) ist ein Gletscher im Snoqualmie National Forest im US-Bundesstaat Washington. Er liegt am Westhang des Spire Point. Der Spire Glacier fließt allgemein über eine Strecke von 0,5 mi (0,8 km) nordwestwärts. Ein Grat trennt den Spire Glacier vom Dana-Gletscher im Osten. Der Spire Glacier fließt von etwa 7.400 ft (2.256 m) bis auf 6.000 ft (1.829 m) herab.